# Antje Jackelén

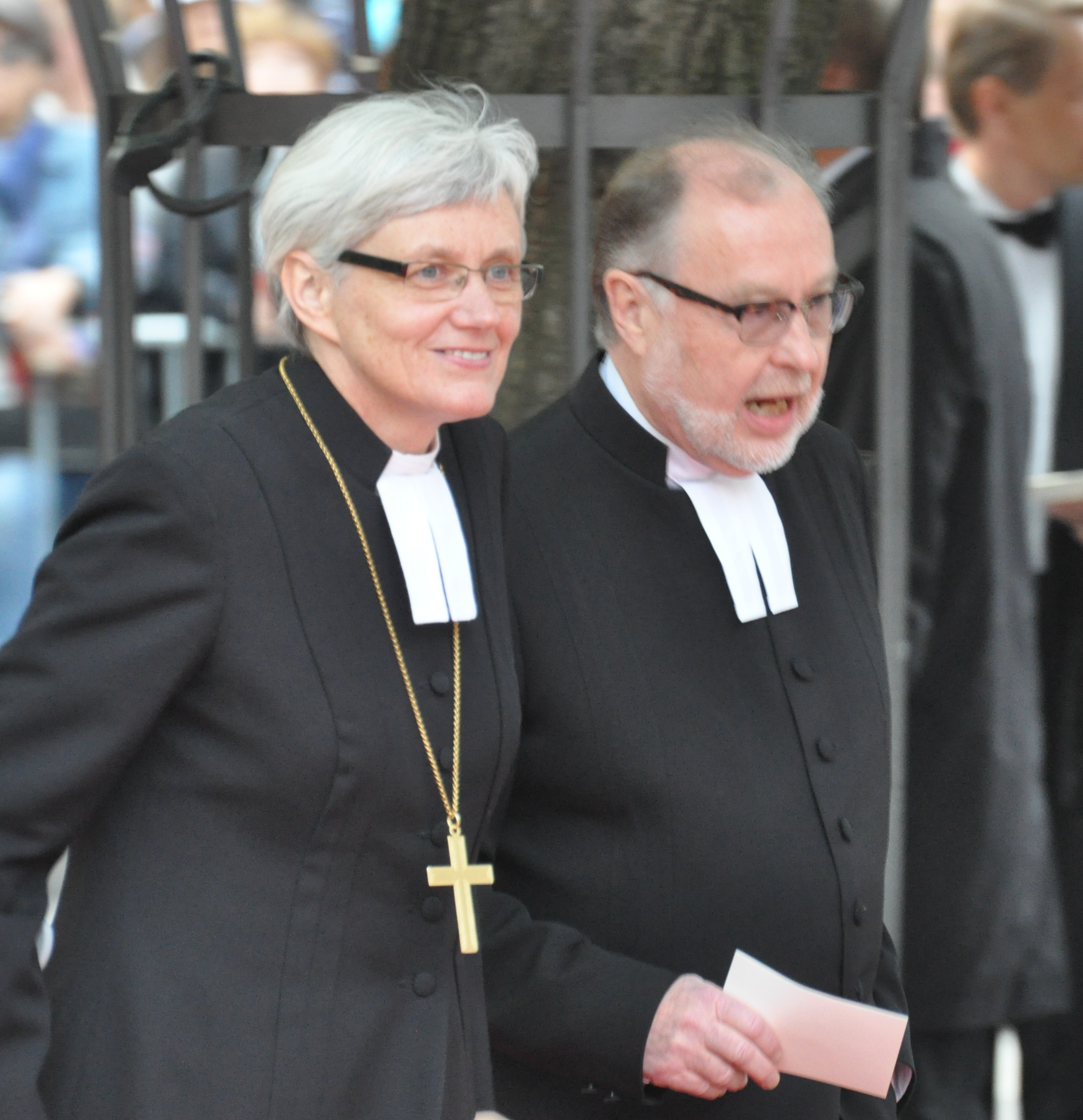
Antje Jackelén med make under kronprinsessbröllopet i juni 2010.

Antje Jackelén, född Zöllner den 4 juni 1955 i Herdecke i Nordrhein-Westfalen i dåvarande Västtyskland, var Svenska kyrkans 70:e ärkebiskop och Svenska kyrkans primas 15 juni 2014–30 oktober 2022. Jackelén vigdes till präst 1980 i Stockholm och var biskop i Lunds stift 2007–2014. Hon valdes till ärkebiskopsämbetet den 15 oktober 2013 och mottogs den 15 juni 2014.

## Biografi
Antje Jackelén är uppväxt i Herdecke i Nordrhein-Westfalen och familjen tillhörde där den unierade landskyrkan (det vill säga en sammanslagning av lutherska och reformerta kyrkor). Hon har studerat teologi i Bethel och Tübingen och Uppsala och vigdes till präst av stockholmsbiskopen Lars Carlzon 1980. Hon har sedan tjänstgjort som församlingspräst i Österhaninge, Tyresö och Gårdstånga församlingar, samt i Lunds domkyrkoförsamling. Hon blev teologie doktor vid Lunds universitet 1999 med avhandlingen Zeit und Ewigkeit. Avhandlingen gavs sedan ut i engelsk översättning, Time and Eternity, och i en svensk populärvetenskaplig utgåva, Tidsinställningar.
Efter att ha arbetat som europaansvarig för The Religion and Science Course Program vid The Center for Theology and the Natural Sciences i Berkeley, Kalifornien tillträdde hon 2001 tjänsten som disputerad lärare (assistant professor) i systematisk teologi vid Lutheran School of Theology i Chicago. Från 2003 var hon även direktor för Zygon Center for Religion and Science. Här arbetade hon till dess att hon valdes till biskop i Lund.
Antje Jackelén är gift med Hubert Heinz-Dieter Jackelén (även han från Tyskland, född 1945), som också är präst i Svenska kyrkan. De träffades sommaren 1977 i Uppsala, och 1979 gifte de sig. Tillsammans har de två döttrar.
Antje Jackelén har skrivit ett flertal böcker och över 100 artiklar, både vetenskapliga och populärvetenskapliga, debattartiklar och andaktstexter. Till de vanligt förekommande ämnena hör relationen mellan naturvetenskap och tro och religionens roll i samhället.

### Utbildning
Antje Jackelén studerade teologi åren 1974–1977 vid Kirchliche Hochschule Bielefeld-Bethel och universitetet i Tübingen, Tyskland. Hon erhöll teol. kand. år 1979 vid Uppsala universitet. Hon erhöll en teologie doktorsexamen vid Lunds universitet år 1999. 

### Biskop i Lunds stift (2007–2014)
Den 17 oktober 2006 valdes Jackelén till biskop i Lunds stift. Valet avgjordes då redan i första valomgången, eftersom hon fick mer än hälften av rösterna. Det var första gången det inträffat sedan Svenska kyrkan fick ändrade relationer till staten år 2000.
Biskopsvigningen ägde rum i Uppsala domkyrka den 15 april 2007. Jackelén tog vid biskopsvigningen valspråket ”Gud är större”, hämtat från Första Johannesbrevet 3:19–20. Detta blev också titeln på hennes herdabrev som publicerades år 2011. Herdabrevet behandlar ämnen såsom ondska, kyrka och sekularisering och tro och vetenskap. Ett kapitel, Bottna i nåden, skapa i världen, utgör också en utveckling av den vision för Lunds stift som hon tagit initiativ till.
Hon är initiativtagare till mångfaldsprojektet Social Cohesion, ett samarbete mellan Lunds stift, Region Skåne, Lunds universitet och Sydsvenska industri- och handelskammaren.  Bland internationella engagemang märks uppdraget som ledamot i rådet för Lutherska världsförbundet.

### Ärkebiskop (2014–2022)
Den 15 juni 2014 tillträdde Jackelén som ärkebiskop och efterträdde Anders Wejryd. Hon var den första kvinnan i detta ämbete. Hon hade inför biskopsvalet varit favorit till posten enligt en enkät på Kyrkans Tidnings webbplats och vann i första valomgången den 15 oktober 2013 då hon fick 55,9 procent av rösterna. Vigningen skedde vid en högmässa i Uppsala domkyrka.
Som Svenska kyrkans ärkebiskop träffade hon påven Franciskus i Rom i maj 2015 och Jackelén blev den första kvinnliga ärkebiskopen att välkomnas till Vatikanstaten.. Jackelén mötte påven återigen när han besökte Sverige under månadsskiftet oktober-november 2016, som inledning på 500-årsminnet av reformationen. En ekumenisk gudstjänst genomfördes i Lunds domkyrka, i samband med 500-årsminnet. 
År 2022 gjordes en dokumentär i Sveriges television om Jackelén, i vilken bland annat biskop Caroline Krook och statsminister Stefan Löfven medverkade. 
Den 30 oktober 2022 lade Jackelén ned sin ärkebiskopsstav under högmässan i Uppsala domkyrka och lämnade därmed ämbetet som Svenska kyrkans ärkebiskop. 

#### Kungahuset
Ärkebiskop Antje Jackelén har förrättat flera kungliga dop- och vigselgudstjänster:
- Antje Jackelén var en av officianterna vid vigseln mellan kronprinsessan Victoria och Daniel Westling 2010.
- Dopet av prins Nicolas i Drottningholms slottskyrka den 11 oktober 2015.
- Dopet av prins Oscar i Slottskyrkan den 27 maj 2016.
- Dopet av prins Alexander i Slottskyrkan den 9 september 2016.
- Dopet av prinsessan Adrienne i Drottningholms slottskyrka den 8 juni 2018.

#### Coronapandemin
Antje Jackelén var ärkebiskop under coronaviruspandemin. Hon ledde bland annat en nationell minneshögtid i Uppsala domkyrka . Ärkebiskopen och andra kristna ledare var även kritiska till beslutet om att endast åtta personer skulle få delta i kyrkans sammankomster . Jackelén beslutade även att Sveriges domkyrkoklockor skulle ringa på nyårsaftonens kväll, den 31 december 2020, för att hedra dem som avlidit under coronaviruspandemin . 

#### Svenska kyrkans offentliga ursäkt
Under kyrkomötets högtidliga gudstjänst den 24 november 2021 uttalade ärkebiskopen Svenska kyrkans offentliga ursäkt till det samiska folket. Det är en del i det försoningsarbete som görs mellan kyrkan och det samiska folket. 

#### Biskopsvigningar
Jackelén har under sin tid som ärkebiskop vigt följande personer till biskopar i Svenska kyrkan: Eva Nordung Byström för Härnösands stift och Johan Tyrberg för Lunds stift år 2014. Johan Dalman för Strängnäs stift, Mikael Mogren för Västerås stift och Fredrik Modéus för Växjö stift, år 2015. Sören Dalevi för Karlstads stift år 2016. Åsa Nyström för Luleå stift, Susanne Rappmann för Göteborgs stift och Thomas Petersson för Visby stift år 2018. Karin Johannesson för Uppsala stift och Andreas Holmberg för Stockholms stift år 2019. 

#### Ärkebiskopens vapen
Ekbladen i Jackeléns ärkebiskopsvapen syftar på hennes hemstad Herdecke i Tyskland som också har ek i stadsvapnet. Mitran och kräklan syftar på biskopsämbetet. 

#### Avgång
Den 7 december 2021 meddelade Svenska kyrkan att Jackelén avsåg att lämna ämbetet som ärkebiskop i Uppsala. Jackelén avgick med anledning av att hon då uppnått pensionsåldern 67 år. Uppsala stift ansvarar för valet av efterträdare,  som avgjordes den 8 juni 2022 då biskop Martin Modéus valdes till Jackeléns efterträdare. 
Hon lämnade ärkebiskopsämbetet under högmässan den 30 oktober 2022 i Uppsala domkyrka.

## Deltagande i samhällsdebatten
Jackelén är en flitig debattör och har författat flera debattartiklar. Hon var sommarvärd i Sommar i P1 den 25 juni 2014.. Hon ledde även ett vinterprat i Vinter i P1 den 26 december 2021.  I januari 2013 belönades hon med Skåneettan, en utmärkelse för Skånes mest inflytelserika opinionsbildare. Juryn beskrev Jackelén som "en engagerad och aktiv biskop ... som föreläser, twittrar och skriver böcker och debattartiklar ... och är en skicklig opinionsbildare".

### Uttalanden om teologiska frågor
Under biskopsvalet 2013 väckte Jackelén uppmärksamhet med sitt uttalanden om jungfrufödseln och sin syn på islam. Vid en utfrågning av kandidaterna sa hon att "Jungfrufödseln är en mytologisk term för att förklara det unika. Den som tolkar jungfrufödelsen som en biologisk fråga har helt missat poängen." Hon klargjorde sedan i en debattartikel Svenska Dagbladet att hon inte vill att frågan ska reduceras till enbart biologi. I sin artikel belyste hon att bara två evangelister återgav jungfrufödseln och frågade sig varför de andra, samt Paulus, utelämnade den i kontexten av dåtidens kvinnliga sexualitet och renhetssyn.
I samma utfrågning ställdes hon frågan om Jesus ger en sannare bild av Gud än Muhammed, där hon svarade "Det är självklart att muslimer och kristna ber till samma Gud. Jag tror att vi i framtiden kommer att inse att vi har mer gemensamt med troende i andra religioner än med dem i vår egen tradition" Hon förtydligade senare "Jesus säger att han är sanningen, men han säger inte att jag är den enda sanningen".
Inför Svenska kyrkans behandlande av samkönade äktenskap på kyrkomötet 2009 uttryckte Jackelén sitt stöd för det med hänvisning till att synen på äktenskapet förändrats förut i historien och att Jesus uttalade sig väldigt lite om sexualitet och äktenskap. Hon bemötte kritiken att en sekulariserad värld tar över kyrkan med att kyrkan och samhället ömsesidigt påverkar varandra och att kyrkan sedan Sveriges kristnande påverkat samhället.

### Uttalanden om kyrkans roll i samhället
Under Almedalsveckan 2012 väckte Antje Jackelén debatt med ett utspel om att Sverige har ett samtalsklimat om religion som inte gagnar tillväxt.”
Jackelén gjorde ett inlägg i debatten om skolavslutningar i skolan och menade att debatten kan få unga att tro att det är något farligt och problematiskt med kyrkan. Hon kallade det för ett statligt sanktionerat misstänkliggörande av religion som kunde leda till intolerans. Hon ifrågasatte även varför yoga med uttalanden av mantran är tillåtet men inte att prästen läser välsignelsen för barnen.
Ante Jackelén ser en roll för kyrkan i den andliga och existentiella delen av klimatdebatten, såsom klimatångest. Tillsammans med de andra biskoparna har hon i ett biskopsbrev om klimatet uppmanat både staten och kyrkan att minska sina utsläpp och tryckt på vikten att möta Parisavtalets mål. Hon har gett sitt stöd till Greta Thunberg och kallat henne profetisk.

## Bilder

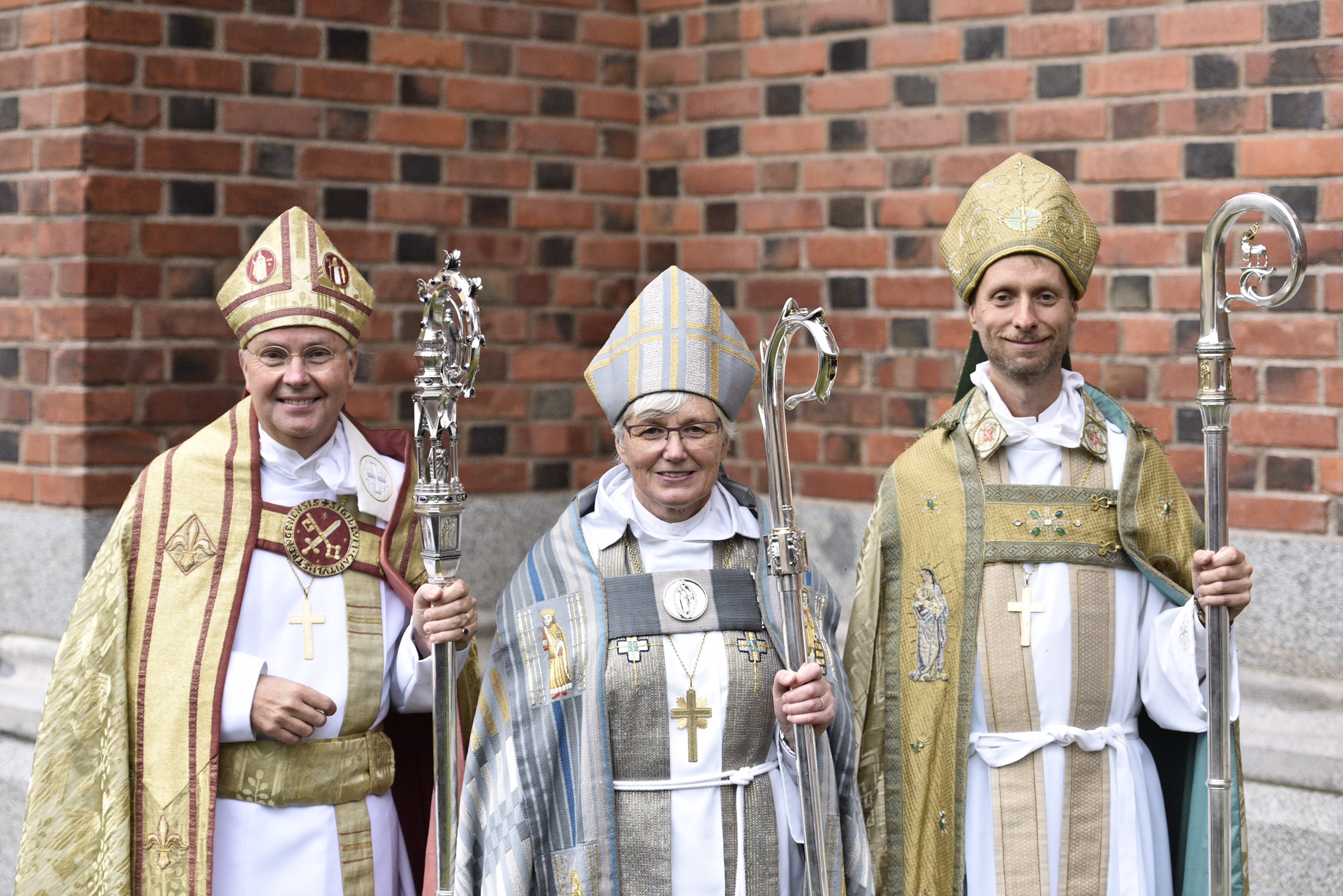
Antje Jackelén med biskoparna Johan Dalman och Mikael Mogren 2015
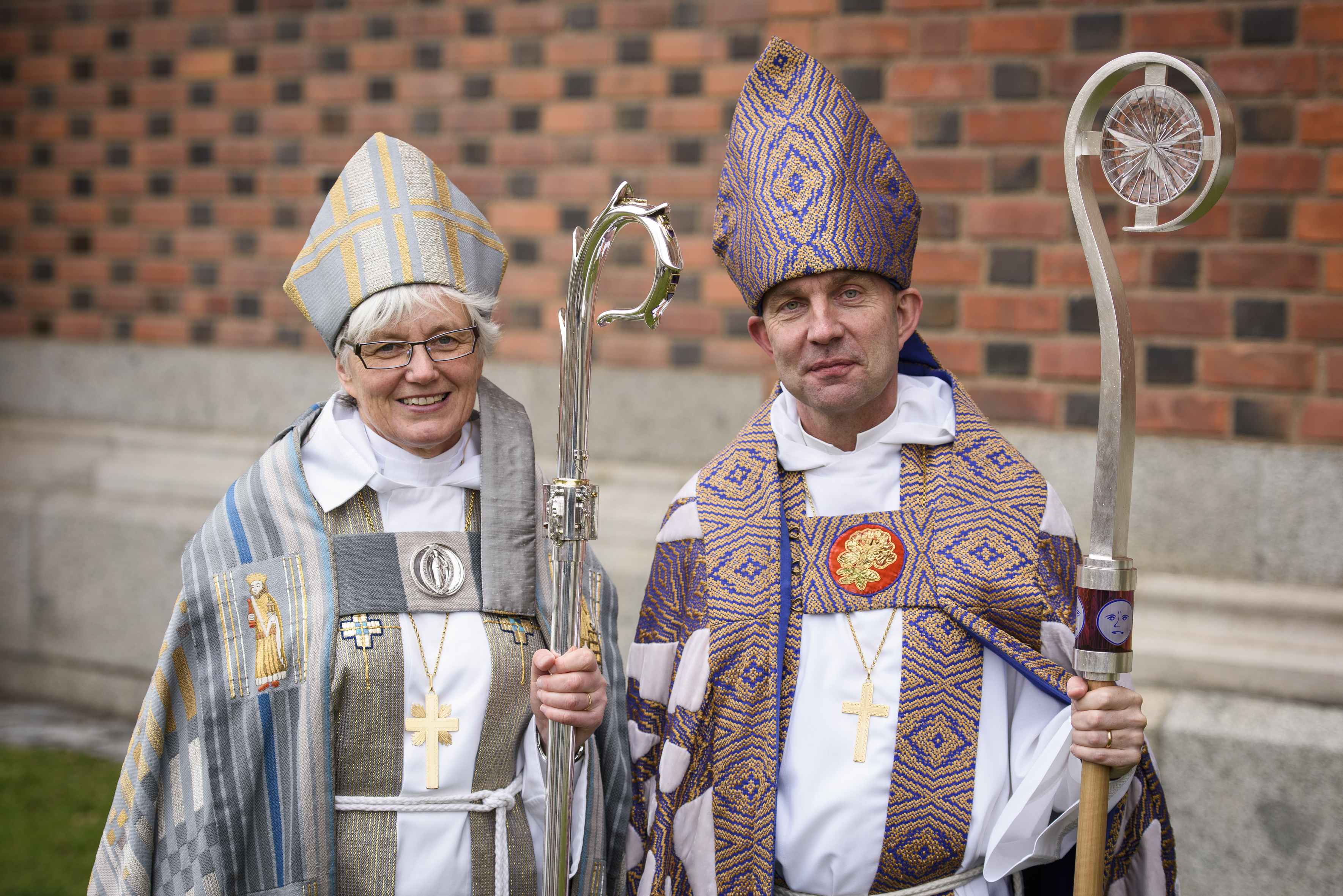
Antje Jackelén med biskop Fredrik Modéus
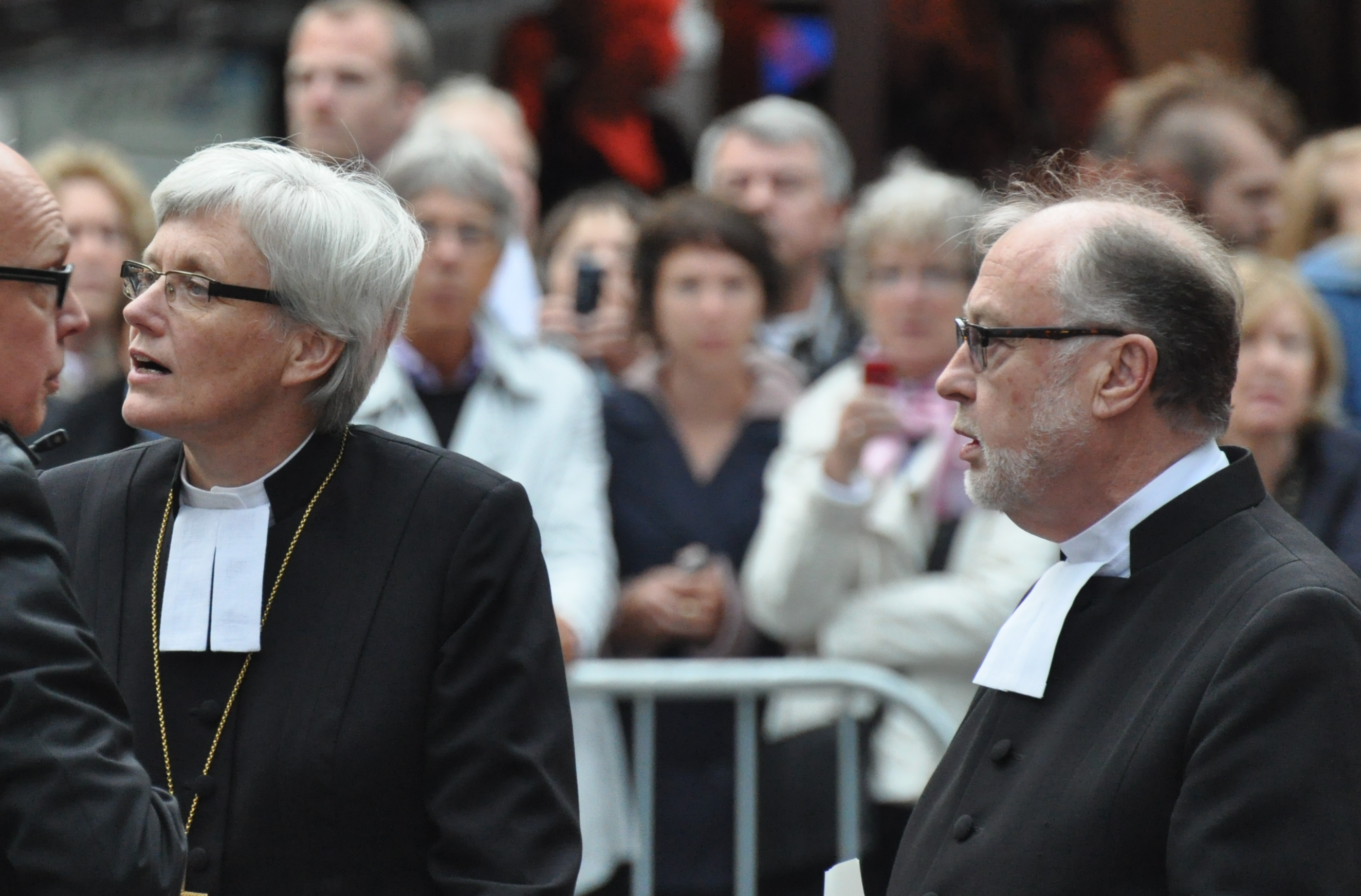
Vigseln mellan Kronprinsessan Victoria och Prins Daniel 2010.